# Polizei (Neuseeland)
Die neuseeländische Polizei, in Neuseeland New Zealand Police genannt, ist eine Sicherheitsbehörde, die für die Sicherheit in Neuseeland zuständig ist. Sie wurde im Jahr 1840 nach dem Vorbild der britischen Kolonialmacht gegründet und verfügt heute über rund 12.000 Bedienstete.

## Organisation
Die neuseeländische Polizei wird von einem nationalen Polizeipräsidenten mit der Amtsbezeichnung Commissioner of Police geleitet. Dieser wird durch den Generalgouverneur von Neuseeland für eine dreijährige Amtsperiode ernannt. Der Verantwortungsbereich der neuseeländischen Polizei ist in zwölf Regionen aufgeteilt, wobei jede Region über ein eigenes Hauptquartier verfügt, das die kleineren Polizeistationen in seinem Bereich leitet und unterstützt. Im Dezember 2019 waren landesweit 326 Polizeiposten in Betrieb, die über fast 12.000 Bedienstete verfügten und für etwa 600.000 Notrufe pro Jahr zuständig waren.

## Geschichte
Der Beginn des neuseeländischen Polizei liegt im Jahr 1840. Damals erreichten zusammen mit dem ersten Gouverneur Neuseelands, William Hobson, sechs britische Polizeibeamte die Insel. Die Gestaltung der Polizeiarbeit orientierte sich anschließend weitgehend am Vorbild Großbritanniens und den Polizeieinheiten in dessen Kolonien wie etwa der Royal Irish Constabulary. Viele Bedienstete der neu gegründeten neuseeländischen Polizei hatten zuvor Dienst in britischen Kolonien wie Irland oder Australien getan. Mit der Zeit wuchs die neuseeländische Polizei und im Jahr 1867 wurde das erste eigene Polizeigesetz Neuseelands, der New Zealand Armed Constabulary Act, in Kraft gesetzt. Während der Neuseelandkriege, kriegerischen Auseinandersetzungen zwischen der indigenen Māori-Bevölkerung Neuseelands und den britischen Siedlern, waren bewaffnete Polizeibeamte auf Seiten der britischen Kolonialisten beteiligt.
In den Anfangszeit der neuseeländischen Polizei variierte die Struktur der Behörde. Während sie sich auf nationaler Ebene in zwei Gruppen unterteilte, eine zum Ausüben gewöhnlicher Polizeiarbeit und eine zur Unterstützung in den Kriegen gegen die Māori (Armed Constables genannt), bildeten sich auch auf Provinzebene lokale Polizeieinheiten, die unabhängig von der nationalen Polizei agierten. Dies führte zum Erlass eines weiteren Gesetzes, dem Provincial Police Force Act. Die Ära lokaler Polizeieinheiten endete jedoch nach nur zwei Jahrzehnten bereits in den 1870er-Jahren wieder, weil diverse Regionalregierungen ihre Polizeibeamten aufgrund einer Wirtschaftskrise nicht mehr bezahlen konnten. Daraufhin wurde die Entscheidung getroffen, auf lokale Polizeieinheiten gänzlich zu verzichten und auf eine zentral organisierte Behörde zu setzen, da man annahm, dass dies zu einer effizienteren Arbeitsweise führen werde. Im Jahre 1886 wurde zu diesem Zweck ein neues Gesetz namens Police Force Act geschaffen. Hierdurch wurden lokale Polizeieinheiten aufgelöst und ihre Bediensteten zu großen Teilen in die neue nationale Polizeibehörde integriert. Gleichzeitig wurde das Konzept der Armee-Funktionen ausübenden Armed Constables aufgegeben und die neuseeländische Armee gegründet.
Gegen Ende des 19. Jahrhunderts sah sich die neuseeländische Polizei weitgehenden Vorwürfen von Korruption, Ineffizienz sowie politischer Einflussnahme ausgesetzt. Der neuseeländische Premierminister Richard Seddon bat daraufhin 1897 den damaligen Londoner Polizeichef Edward Bradford um Rat. Dieser empfahl ihm den erfahrenen Londoner Polizeibeamten John Bennett Tunbridge zum Chef der Behörde zu machen. Nachdem Seddon dem Vorschlag zugestimmt hatte, siedelte Tunbridge mit seiner Familie von Großbritannien nach Neuseeland über und wurde der erste professionelle Polizeibeamte, der die Behörde leitete. Nach Übernahme der Amtsgeschäfte setzte Tunbridge 1898 eine Kommission zur Reform der Polizei ein. Auf Grundlage des Berichts der Kommission wurde die neuseeländische Polizei tiefgreifend verändert. Die Reformen umfassten die Errichtung eines Ausbildungszentrums für Polizisten, die Einrichtung eines Pensionssystems, ein nach Leistung ausgerichtetes Beförderungssystem, ein Höchstalter sowie eine insgesamt bessere Bezahlung. Durch die Reformen nahm die Effizienz der Behörde zu. Sie gelten als Geburtsstunde der modernen neuseeländischen Polizei.
In den folgenden Jahren kam es immer wieder zu Reformen der Polizei. Auslöser für tiefgehende Reformen war 1955 Kritik in Öffentlichkeit und Regierung an Polizeichef Eric Compton. In der Folge wurde eine Funktion mit dem Namen Controller General eingeführt. Diese wird von einem Zivilisten ausgefüllt und soll die Arbeit der Polizei kontrollieren.
Im Jahr 1992 wurde der neuseeländischen Polizei als zusätzliche Aufgabe die Verkehrsüberwachung übertragen. Diese war zuvor vom Verkehrsministerium sowie lokalen Behörden ausgeübt worden. Die Etablierung einer eigenen Autobahnpolizei mit dem Namen Highway Patrol erfolgte 2001. Im Jahr 2008 wurde das noch aus dem Jahr 1958 stammende Polizeigesetz Police Act 1958 durch ein neues Gesetz namens Policing Act 2008 ersetzt. Vorausgegangen war eine mehr als zweijährige Evaluierungsphase des bestehenden Gesetzes, an der sich auch normale Bürger mittels eines Wiki mit Vorschlägen beteiligen konnten.
Die neuseeländische Polizei war in der Vergangenheit an internationalen Einsätzen zur Wiederherstellung der öffentlichen Ordnung in Ost-Timor sowie auf den Salomonen beteiligt. Zudem bildete sie ausländische Polizisten etwa in Bougainville aus. Weitere Länder, in denen sie eingesetzt war, sind Afghanistan, Tonga, Thailand und Indonesien.
Nach einem rechtsextremistischen Terrorangriff auf zwei Moscheen in Christchurch im März 2019 (siehe Terroranschlag auf zwei Moscheen in Christchurch) begann die neuseeländische Polizei in einigen Gebieten eine Testphase für die ständige Bewaffnung von Polizeibeamten mit Schusswaffen. Wie im Mutterland Großbritannien und Norwegen ist es in Neuseeland nicht üblich, dass Polizeibeamten jederzeit eine Schusswaffe tragen. Im Anschluss an den Terroranschlag von Christchurch betrieb die Polizei als Maßnahme zur Steigerung der öffentlichen Sicherheit 2019 eine Internetseite für den Rückkauf von Schusswaffen. Auf dieser waren für Händler zeitweise die Daten von rund 37.000 legalen Schusswaffenbesitzern zu sehen, darunter Anzahl und Art der Waffen sowie Bankdaten.

## Armed Offenders Squads
Wie im Mutterland Großbritannien auch wird der Polizeidienst in Neuseeland durch die Beamten zumeist ohne das Tragen von Schusswaffen versehen. Um auch gegen bewaffnete Täter vorgehen zu können, bestehen in Neuseeland seit dem Jahr 1964 sogenannte Armed Offenders Squads. Insgesamt existieren in Neuseeland 17 derartige Armed Offenders Squads mit rund 300 Beamten. Anlass für die Gründung der Squads war die Ermordung von vier Polizeibeamten mittels Schusswaffen im Jahr 1963. Pendant in Deutschland sind die Spezialeinsatzkommandos der Bundesländer.